# Mary Hicks
Mary Hicks, död 1716, blev tillsammans med sin dotter Elizabeth Hicks avrättad Huntingdon i England som skyldig till att ha förorsakad en regnstorm med hjälp av trolldom. De är kända som de sista som avrättades för häxeri i England, där dödsstraffet för trolldom avskaffades 1735.